# Čaroznanke
Čaroznanke je pesniška zbirka avtorice Bine Štampe Žmavc, ki je v Zbirki Pisanice izšla leta 1990 pri Mladinski knjigi. Ilustriral jo je Marjan Manček. Del te pesniške zbirke je predstavljal tudi literarno ogrodje za gledališki projekt Rokereta Plesnega gledališča Celje.  
Zbirka vsebuje dvainšestdeset pesmi. Razdeljene so v deset poglavij, med katerimi vsako opisuje, kaj dela glavni junak Vsakdan. Pesmi so različno dolge, vse pa so napisane v verzih. Uporabljenih je tudi veliko pesniških sredstev (rime). Gre za moderniziran, sproščen način rimanja. Ritem pesniške govorice je večinoma poskočen in utripajoč. Avtorica Čaroznanke predstavi kot »pesmi, ki znajo čarati«. Osrednji del zbirke govori o čarovnijah. Naravo in vsako bitje pesnica predstavi kot čarovnijo. Živali in rastline so predstavljene kot enakovredna živa bitja, ki prav tako govorijo in živijo, le na »malo drugačen način«.  
ROKERETA je plesno-glasbeni projekt. Izdala ga je založba Helidon leta 1989 in sicer na kaseti. Avtor(ji): Pompe, Andrej (aranžer, skladatelj), Štampe Žmavc, Bina (pisec besedila za pesmi (uglasbene)). Rokereta so naslednje skladbe iz zbirke Čaroznanke (razen skladb UVERTURA in FINALE): 
Stran A: Uvertura | Matematika | Televizija | Smehasta pesem | Ples za zmaja | Jaka slika | Mavrica | Gusarji | Leteča preproga 
Stran B: Lenoba | Tatovi | Špela čarovnica | Ogledalo I | Pošasti | Ogledalo II | Sanje | Opravičilo | Finale
Uglasbitev (avtorstvo skladb in glasbene priredbe) celotnega projekta je pripravil Andrej Pompe, pri realizaciji pesmi, ki so bile posnete v studiju Činč (tonski mojster Borut Činč), je sodelovalo več slovenskih izvajalcev: Vlado Kreslin, Suzana Jeklic (ustanovna pevka in tekstopiska pri skupini Panda), Vojko Sfiligoj (glas), Roman Berčon (glas) in Janez Zmazek - Žan (kitara). Večino instrumentov je sprogramiral in posnel Andrej Pompe sam. 
Oblikovanje naslovnice: Grega Švab 